# Domäne Einrichtungsmärkte

Logo 2008

Die Domäne Einrichtungsmärkte waren eine Möbelhauskette, die aus der ursprünglichen Aufspaltung der Teppich Domäne Harste hervorging. Die andere Kette aus dieser Aufspaltung firmiert heute als Tedox.
Im Jahr 2008 kam es zum Zusammenschluss mit der Firma Poco zur Poco Domäne Einrichtungsmärkte GmbH & Co. KG (heute: Poco Einrichtungsmärkte GmbH).

## Geschichte
1972 gründeten Karl-Heinz Rehkopf und Rainer Wunderlich die Firma Teppich Domäne Harste GmbH & Co. KG in einem Gutshof (daher der Name „Domäne“). Der erste Markt eröffnete im selben Jahr in Harste und verkaufte zunächst Teppich-Überproduktionen, später auch andere Baumarkt-Sortimentsbereiche. 1986 trennten sich die beiden Unternehmensgründer. Rehkopf führte die auf Bodenbeläge und Heimtextilien spezialisierte Teppich-Domäne Harste, die heute als tedox firmiert, weiter, während Wunderlich mit seinem neuen Geschäftsführer Helmut Reitz das Konzept in Richtung Möbel veränderte. Die Domäne Einrichtungsmärkte boten in den zuletzt 34 Filialen vor allem Waren im unteren und mittleren Preissegment in den Bereichen Möbel, Leuchten, Teppiche, Heimtextilien, Tapeten und Baumarktartikeln an. Das Gesamtsortiment umfasste etwa 14.000 Artikel. Geschäftsführende Gesellschafter waren seit 1997 Helmut Reitz und Hans Ralf Großkord mit zusammen 32 Prozent.
Im Jahr 2002 wurde eine enge Zusammenarbeit mit Poco im Wareneinkauf vereinbart.
Im Jahr 2005 wurden 68 Prozent Unternehmensanteile von der Rainer Wunderlich Holding GmbH & Co. KG, die die Anteile des verstorbenen Firmengründers Rainer Wunderlich verwaltete, an die österreichische Lutz-Gruppe verkauft.
Im Herbst 2007 wurden diese 68 Prozent von der Lutz-Gruppe an die Poco-Gruppe mit Sitz in Bergkamen weiterverkauft, die wenig später die Domäne Einrichtungsmärkte vom Markt verschwinden ließ. Seitdem ist das Unternehmen Geschichte.

## Unternehmensdaten
Die Domäne Einrichtungsmärkte GmbH & Co. KG war eine Tochtergesellschaft der Domäne Gruppe GmbH & Co. KG mit Sitz in Hardegsen bei Göttingen. Ein Zentrallager befand sich in Trebbin bei Berlin und versorgte die Filialen in dieser Region.
Weitere Unternehmen der Gruppe waren:
- Domäne Besitz GmbH & Co. KG
- Domäne Einrichtungsmärkte Verwaltungs GmbH
- Domäne Gruppe Management GmbH
- Domäne Service GmbH & Co. KG
- Domäne Service Verwaltungs GmbH

Die Unternehmensgruppe beschäftigte in Deutschland ungefähr 1500 Mitarbeiter und erwirtschaftete 2004 einen Erlös von rund 300 Millionen Euro auf einer Gesamtverkaufsfläche von 146.000 Quadratmetern.